# Родезийский фронт
Родезийский фронт (англ. Rhodesian Front, RF) — социально-консервативная партия родезийских националистов. Находилась у власти весь период самопровозглашённой независимости Родезии. Выражал интересы белой общины, преимущественно среднего класса. Правительство RF во главе с Яном Смитом вело войну против левых повстанческих движений. В независимом Зимбабве дважды переименован, впоследствии распущен.

## Партия родезийской независимости
В начале 1960-х в белой общине Южной Родезии резко возросла популярность идеи провозглашения независимости. Деколонизация континента вызывала сильные опасения из-за перспективы прихода к власти чернокожего большинства. Особенно тяжёлое впечатления произвело на родезийцев кровопролитие 1960 в Конго. Умеренные реформы либерального премьер-министра Гарфилда Тодда в 1953—1958 не получили поддержки белых родезийцев. С другой стороны, провозглашение ЮАР в 1961 показало пример узаконенного господства белых в условиях независимости.
Выразителем этих настроений стала партия Родезийский фронт (RF), созданная в 1962 радикальными активистами белых политических организаций, прежде всего южнородезийского отделения Доминионной партии. Считается, что основателем RF был предприниматель табачного кластера Уинстон Филд. Однако обычно создание партии связывается с двумя другими именами — Яна Смита и Дугласа Лилфорда.
Фермер Смит, бывший боевой лётчик британских ВВС, участник Второй мировой войны, выступал политическим лидером. Табачный магнат Лилфорд, считавшийся «правой рукой» Смита, занимался финансированием и организационной работой. Филд был привлечён ими на роль первого лица RF как известная и респектабельная личность. Показательно, что важную роль в формулировании партийной идеологии играл крупный предприниматель-табачник Питер ван дер Бил — уроженец ЮАС и этнический африканер.
Идеология родезийского национализма исходила из того, что родезийские англоафриканцы являются самостоятельной нацией, подобно африканерам Южной Африки, и претендуют на национальную независимость. Главной программной установкой являлся государственный суверенитет Родезии. Формально программа RF гарантировала соблюдение прав всех расово-этнических групп. Но при этом делался упор на сохранение ими самобытной идентичности — что по умолчанию предполагало иерархические расовые барьеры. Отдельный пункт был посвящён аграрным отношениям — разделению земельных угодий между белыми и чёрными собственниками с явным приоритетом первых. В то же время предлагался пакет социальных инициатив в пользу белого рабочего класса.
В декабре 1962 RF одержал победу на выборах в Законодательное собрание Южной Родезии. Правительство возглавил Уинстон Филд. В апреле 1964 на постах премьер-министра и лидера RF Филда сменил Ян Смит — более последовательный, активный и жёсткий сторонник независимой Родезии.
На выборах мая 1965 Родезийский фронт во главе со Смитом одержал триумфальную победу на выборах. Умеренная Родезийская партия, выступавшая за сохранение статуса британской колонии, потеряла места в парламенте. Объявление Родезии независимым государством сделалось вопросом короткого времени.

## Правление в Родезии
11 ноября 1965 правительство Яна Смита односторонне провозгласило независимость Родезии. Великобритания расценила этот акт как мятеж против короны. Ни одно государство мира (даже ЮАР) не признало нового государства. Негативная позиция международного сообщества была обусловлена тем, что решение принималось на основании позиции лишь белого населения, без равноправного учёта мнения чёрного большинства.
Весь период самопровозглашённой независимости Родезийский фронт являлся правящей партией Родезии. На выборах 1970, 1974, 1977 кандидаты RF неизменно получали все 50 депутатских мандатов, отведённых белому населению. (Согласно родезийской конституции, 16 мандатов с совещательным голосом отводилось чернокожим и «цветным».) Государственную политику определяла группа руководителей RF, занимавшая ключевые посты — прежде всего Ян Смит, Дуглас Лилфорд, Питер ван дер Бил, Джеральд Кларк, Джон Хаумэн, Клиффорд Дюпон, Десмонд Ларднер-Бёрк, Джон Врэтхолл, Роджер Хокинс.
Смит бессменно возглавлял правительство. Лилфорд являлся его ближайшим сподвижником, курировал партийный аппарат и финансы. Ван дер Бил курировал информационную политику и пропаганду, дипломатию, вооружённые силы, руководил министерствами информации, обороны, иностранных дел. Врэтхолл курировал экономическую политику, длительное время был министром финансов, впоследствии президентом. Хокинс возглавлял экономические министерства, некоторое время курировал силовые структуры. Ларднер-Бёрк курировал карательную политику, правоохрану и судопроизводство на посту министра юстиции. Дюпон являлся администратором правительства, затем президентом. Кларк заведовал правительственным делопроизводством в качестве кабинет-секретаря. Хаумэн занимал различные министерские посты и выступал дипломатическим советником премьера.
Командование родезийской армии (генерал Питер Уоллс) и руководство спецслужбы (полковник Кен Флауэр) формально стояли вне партийной политики, но реально проводили в жизнь установки RF. Существуют, однако, основательные предположение, что полковник Флауэр вёл двойную игру, поддерживая тайную связь с британской МИ-6. Он остался главой разведывательной службы и при правительстве Мугабе в независимой Зимбабве.
По государственному устройству Родезия была парламентской республикой. Президент выполнял в основном церемониальные функции. Реальная власть принадлежала правительству. Пост премьер-министра в 1965—1979 занимал лидер RF Ян Смит, являвшийся главой режима.
Социально-политический строй Родезии считался расистским, но он заметно отличался от апартеида ЮАР. Сторонниками южноафриканских порядков были Ларднер-Бёрк и ван дер Бил — выходцы из Южной Африки, проникнутые соответствующей идеологией. Однако большинство руководителей RF, в том числе Смит, придерживались гораздо более умеренной позиции. Законодательного поражения в правах по расовому признаку формально не вводилось. Отношение к негритянскому населению было более лояльным. Но господство белого меньшинства обеспечивалось экономическими методами, прежде всего жёстким имущественным и образовательным цензами, отсекавшими основную массу чернокожих от участия в выборах.
Экономическая политика RF однозначно ориентировалась на интересы белых граждан. Законодательство и административное регулирование гарантировало белым родезийцам преобладание в земельной собственности, промышленности, финансовой сфере. Родезийский фронт являлся правой консервативной партией, но социальная политика в отношении белой общины отличалась откровенным популизмом. Для белых рабочих практиковались многообразные гарантии в сфере труда и зарплаты, белым фермерам оказывалась государственная помощь. Это вызывало недовольство крупного бизнеса, но обеспечивало RF поддержку белого населения. При этом к чернокожим обращались совсем иные призывы — пропагандировалось свободное предпринимательство, частная инициатива, энергичная конкуренция.

## От Родезии к Зимбабве
Практически всё существование Родезии прошло в условиях гражданской войны. Левые повстанческие движения ZAPU и ZANU вели вооружённую борьбу против режима. Особую интенсивность она приобрела с 1971—1972, а с 1975 стала представлять серьёзную опасность для белых гражданских лиц. Родезийский фронт выступал категорически против передачи власти чёрному большинству. Жёсткость этой позиции Ян Смит обосновывал угрозой установления марксистской диктатуры. По его словам, формула «Один человек — один голос» в африканских условиях имеет зловещее дополнение: «…один раз».
Военное превосходство правительственной армии над партизанскими движениями было несомненным, но подавить их не удавалось. Большие трудности создавал международный бойкот Родезии (к которому с 1979 фактически присоединилась ЮАР), в то время как ZAPU и ZANU пользовались поддержкой СССР и его союзников, КНР и КНДР.
С середины 1970-х правительство Смита пыталось наладить диалог с умеренным крылом негритянской элиты. Объединяющей платформой являлся антикоммунизм. Переговоры велись с племенным вождём Джереми Чирау, методистским епископом Абелем Музоревой, бывшим лидером ZANU Ндабанинги Ситоле. 3 марта 1978 Ян Смит заключил с Музоревой, Ситоле и Чирау соглашение о внутреннем урегулировании — постепенном переходе к многорасовому правлению. Все четверо вошли в состав Исполнительного совета, призванного организовать процессы переходного периода. Тогда же были сформированы Вспомогательные силы безопасности из чернокожих антикоммунистов.
Эти шаги вызвали резкое недовольство последовательных белых расистов. Неонацистская Родезийская партия белых людей, запрещённая за антисемитские выступления, объявляла Смита «сионистско-коммунистическим агентом». Двенадцать депутатов парламента вышли из RF и учредили ультраконсервативную Родезийскую партию действия во главе с фермершей Иной Бэрси. Под лозунгом «Спасти Родезию!» они требовали отказа от переговоров и ужесточения репрессивной политики. С другой стороны, была создана либеральная партия Сила национального единения во главе с известным учёным-животноводом Алланом Сэвори, которая, напротив, добивалась национального примирения и расового равноправия. Но, несмотря на появление активной оппозиции, на выборах 1977 Родезийский фронт снова получил все 50 «белых» мест. Ян Смит оставался непререкаемым авторитетом для белых избирателей.
Переговоры Смита с умеренными чёрными националистами завершились в 1978 соглашением о «внутреннем урегулировании». В 1979 был проведён конституционный референдум, затем парламентские выборы с участием чернокожих избирателей и партий Музоревы, Ситоле и Чирау. Наибольшее количество мандатов — 51 — получил Объединённый африканский национальный совет (UANC) епископа Музоревы, второе место — 28 мандатов — занял Родезийский фронт. 1 июня 1979 было провозглашено создание нового государства Зимбабве-Родезия. Правительство возглавил Абель Музорева. Ян Смит получил пост министра без портфеля.
Партизанские движения не признали новое правительство и продолжили вооружённую борьбу. Международного признания Зимбабве-Родезия также не получила.
Внутреннее и внешнее давление — прежде всего со стороны британского правительства Маргарет Тэтчер и американской администрации Джимми Картера — вынудило Музореву и Смита согласиться на прямые переговоры с ZANU и ZAPU. В сентябре-декабре 1979 в Лондоне состоялась Ланкастерхаузская конференция. В соответствии с заключённым соглашением, 21 декабря 1979 Южная Родезия была временно восстановлена в статусе британской колонии. В феврале 1980 состоялись выборы, на которых уверенную победу одержала марксистская партия ZANU во главе с Робертом Мугабе. Родезийский фронт получил в 100-местном парламенте все 20 мандатов, отведённых по квоте белому населению.
18 апреля 1980 была провозглашена независимость Зимбабве.

## Белая оппозиция в Зимбабве
В новых условиях Родезийский фронт продолжал выражать и отстаивать интересы белых граждан Зимбабве. При этом Ян Смит поначалу призывал белых граждан не эмигрировать из Зимбабве, «дать Мугабе шанс». Но эти уговоры не имели большого эффекта: до половины белых покинули Зимбабве в первые три года независимости.
Родезийский фронт находился в оппозиции режиму Мугабе. Ян Смит характеризовал режим Мугабе как марксистско-ленинскую диктатуру, критиковал за коррупцию и управленческую некомпетентность В 1982, когда правительство Мугабе подвергло репрессиям бывших союзников из ZAPU, Джошуа Нкомо охарактеризовал положение в Зимбабве, как «худшее, чем при Смите». Тогда же более половины депутатской фракции RF вышли из партии и создали Независимую группу Зимбабве, ориентированную на поддержку правительства.
Несмотря на регулярные угрозы со стороны Мугабе, Ян Смит и его сподвижники не подвергались прямым репрессиям. Сдержанность властей объяснялась имиджевым интересом: в контактах с иностранными представителями Мугабе называл пребывание Смита на свободе доказательством своего демократизма и миролюбивого настроя. Однако Дуглас Лилфорд (по прозвищу Босс) — идеолог крайне правого крыла RFи куратор оперативных служб партии — в декабре 1985 был убит неизвестными на собственной ферме.
В июне 1981 партия была переименована в Республиканский фронт. В июле 1984 название было вновь сменено на Консервативный альянс Зимбабве (CAZ). На выборах 1985 CAZ получил 15 мест в парламенте.
В 1987 правительство ZANU осуществило конституционную реформу, установив президентскую систему — главой государства стал Мугабе — и ликвидировав «белую квоту» в парламенте. Тем самым были устранены шансы CAZ на представительство в законодательном органе.
Вскоре после этого Ян Смит оставил руководство CAZ. Его преемником стал Джеральд Смит (однофамилец). Влияние партии снизилось до исторического минимума. На выборах 1990 партия впервые не прошла в парламент, хотя сохраняла некоторое представительство на муниципальном уровне.
Ян Смит, отступив от прежнего принципа белой идентичности, в июле 1992 провёл расширенное совещание с целью создания оппозиционной коалиции. Наряду с CAZ, во встрече участвовали представители UANC Абеля Музоревы, ZANU — Ndonga Ндабанинги Ситоле, ZUM Эдгара Текере, FP Энока Думбутшены. Однако проект не удалось реализовать. Партия и правительство Мугабе плотно контролировали политическую систему Зимбабве.

## Причины самороспуска
В 1992 CAZ самораспустился. 30-летняя история Родезийского фронта завершилась. Это связано со структурными переменами в белой общине Зимбабве.
Численность белого населения страны резко снизилась. К начале 1990-х оно стало почти в три раза меньше, нежели в середине 1960-х. При этом значительно повысилась доля пожилых людей, дистанцированных от политики. Социальная база родезийского национализма сузилась и ослабла.
Историческая репутация Родезийского фронта, укоренившийся имидж «расистской партии» категорически не подходили в условиях широкого включения африканцев в политику.
Влиятельные представители белой элиты отказались от оппозиционности и пошли на союз с правительством Мугабе. Такую позицию заняли прежде всего деятели крупного бизнеса, организованные в Конфедерацию промышленности и Союз коммерческих ферм и видные силовики родезийского режима, перешедшие в спецслужбы Мугабе.
Белые политактивисты — например, известный оппозиционер фермер Рой Беннет — предпочитают действовать не в изолированных по расовому признаку группах, а в более широком Движении за демократические перемены, где преобладают чернокожие зимбабвийцы.